# Inner Wheel
Inner Wheel je mednarodna organizacija žensk s ciljem spodbujanja pravega prijateljstva, osebnega prostovoljstva in humanitarne dejavnosti ter mednarodnega razumevanja. Organizacija ima klube v več kot sto državah z več kot 120.000 člani. Ustanovljena je bila v Manchestru.

## Zgodovina[1]
Kmalu po začetku delovanja prvih Rotary klubov (Paul Harris je v Chicagu leta 1905 ustanovil Rotary International) so tudi soproge rotarijcev namenjale svoj čas in energijo za pomoč pri številnih aktivnostih rotarijskih klubov. Rotarijci so se namreč lotevali številnih projektov, pri katerih so sodelovale tudi njihove soproge, ki so običajno ustanovile projektni damski odbor za čas izvajanja projekta. Nekaj odborov se je družilo tudi po zaključku projektov in izvajalo tudi samostojne dobrodelne projekte. To so počenjale prostovoljno s čutom odgovornosti zlasti za humanitarno poslanstvo ter širjenje prijateljstva in spoštovanja.
Dne 15. novembra 1923 se je sedemindvajset soprog rotarijcev, pod vodstvom Margarette Golding sestalo v Manchestru in razpravljalo o možnosti oblikovanja neodvisne ženske skupine, ki bi delovala na podlagi rotarijskih načel ter si prizadevala za spodbujanje prijateljstva in za prostovoljno pomoč. Prvi klub je bil ustanovljen 10. januarja 1924. Margarette Golding, medicinska sestra, poslovna ženska in žena rotarijca iz Manchestra, je postala prva predsednica prvega Inner Wheel kluba. Na ustanovnem sestanku je bilo dogovorjenih šest osnovnih pravil. Prvo na seznamu je bilo: „Ime organizacije je Inner Wheel“. Margarette Goldnig je predlagala, naj se klub imenuje notranje kolo (angl. Inner Wheel). Tako so domiselno spoštovale želje Rotaryja in se hkrati izognile uporabi besede Rotary.
Postopoma so se tudi druge skupine soprog in hčera rotarijcev oblikovale v klube Inner Wheel. Novice o ustanovitvi Manchester Inner Wheel kluba in njegovih dosežkih so se namreč začeli širiti. Soproge rotarijcev so stopile v stik z gospo Golding in postopoma širile gibanje po celotni Veliki Britaniji in na Irskem. Do leta 1927 je bilo ustanovljenih pet novih klubov: Liverpool, Macclesfield, Nelson, St. Helens in Warrington.
Leta 1928 je bilo zaradi sodelovanja z rotarijci okrožja št. 5 ustanovljeno prvo okrožje Inner Wheel. Ko so bila ustanovljena nova okrožja, so običajno prevzela številko območja, ki ustreza njihovemu okrožju Rotary. Leta 1931 je delovalo že 56 klubov. Do konca leta 1932 so bila ustanovljena štiri nova okrožja, še tri okrožja so bila ustanovljena leta 1933. Kmalu se je pokazala potreba po osrednji, povezovalni organizaciji. Leta 1934 je bilo ustanovljeno Združenje klubov Inner Wheel v Veliki Britaniji in na Irskem.
Že pred letom 1934 so se klubi ustanavljali tudi v drugih delih sveta. Najprej v Avstraliji: v Ballaratu leta 1931, v North Sydneyu leta 1933 in v Bendigu leta 1933. V naslednjih letih je bilo ustanovljenih še več Inner Wheel klubov: na Novi Zelandiji leta 1936 Napier klub, v Južni Afriki leta 1938 Port Elizabeth in v Kanadi leta 1943 Winnipeg.
Število klubov po svetu je raslo in leta 1967 je nastal International Inner Wheel.

## Ključni cilji in vrednote
International Inner Wheel ima tri ključne cilje:
- Spodbujati pravo prijateljstvo. Članice se med seboj naslavljajo kot prijateljice. Na mesečnih srečanjih pripravljajo predavanja in obravnavajo družbene projekte in aktivnosti.
- Spodbujati osebno prostovoljstvo in humanitarno dejavnost. Članice izvajajo humanitarne projekte na prostovoljni osnovi, financirajo pa jih z lastnimi prispevki, donacijami, bazarji in drugimi dejavnostmi.
- Spodbujanje mednarodnega razumevanja. Članice spodbujajo spoštovanje do sočloveka ter lokalno in globalno humanitarno pomoč. Spodbujajo srečanja s partnerskimi klubi v tujini in sodelovanje v okviru dejavnosti svetovne organizacije.

Vrednote združenja IIW so skrb za položaj žensk, življenje otrok, človekove pravice, izobraževanje, kulturo, zdravje.

## Članstvo
Organizacija je bila prvotno ustanovljena za žene in hčere rotarijcev, vendar sedaj ni več pogojeno s povezavo z organizacijo Rotary. Po odločitvi, sprejeti na mednarodni konvenciji leta 2012 in potrjeno na mednarodni konvenciji leta 2021, je članstvo odprto za vse ženske, starejše od 18 let. Aktivna članica kluba lahko postane oseba, ki je v članstvo povabljena in če se s tem strinja večina članic kluba.
V številnih klubih po svetu danes deluje več kot 120.000 članic. Danes delujejo Inner Wheel klubi v več kot sto državah po svetu. Klubi Inner Wheel so združeni v okrožja. Večina klubov se srečuje mesečno, pogosto z govornikom na sestanku. Klubi zbirajo in donirajo denar številnim dobrodelnim organizacijam.
Osebni angažma je najvišja prioriteta. Članice na različne načine izvajajo projekte v svojih lokalnih skupnostih. Pomagajo v bolnišnicah, hospicih, domovih za oskrbo, šolah, se posvečajo starejšim in osamljenim, ter nudijo pomoč otrokom v stiski in prizadetim osebam.

## Znak
Povezava z organizacijo Rotary je simbolizirana s pomočjo njihovega prepoznavnega znaka - rotarijskega nazobčanega kolesa, zobnika.
Znak, ki ga je Inner Wheel sprejel za svojega, je rotarijsko nazobčano kolo z notranjim nazobčanim kolesom.
Povezava med organizacijo Rotary in organizacijo Inner Wheel je še vedno aktualna, saj obe organizaciji ponosno delita iste etične vrednote in cilje.

## Mednarodna organizacija Inner Wheel
International Inner Wheel je krovna organizacija v svetu. Inner Wheel je ena največjih ženskih prostovoljskih organizacij za storitve na svetu. Članice so dejavne v več kot sto državah.
Sedaj deluje več kot 120.000 članic v 4.000 klubih. 
Je nevladna organizacija, ki ima pri Organizaciji združenih narodov (OZN) posvetovalni status. Predstavništvo Inner Wheela pri OZN vsako leto usklajuje trenutna mednarodna podpredsednica. Trenutno je šest članic Inner Wheela akreditiranih v uradih Združenih narodov v Ženevi, na Dunaju in v New Yorku.

## Inner Wheel v Sloveniji
V Sloveniji je bil prvi kljub ustanovljen leta 1998 v Ljubljani. V Mariboru je bil klub ustanovljen leta 2000. Leta 2022 pa je bil ustanovljen klub Savinjsko Šaleške regije.
Sedaj delujejo trije klubi, ki so organizirani kot društva:
- Združenje žensk Inner Wheel Club Ljubljana.
- Inner Wheel klub Maribor humanitarno združenje žensk.
- Inner Wheel klub Savinjsko Šaleške regije.

Klubu v Mariboru je ministrstvo za delo, družino, socialne zadeve in enake možnosti podelilo status nevladne organizacije v javnem interesu, in sicer za opravljanje humanitarne dejavnosti na področju socialnega varstva.
Slovenski klubi delujejo na številnih področjih: skrb in pomoč za otroke, mladostnike, družine, ostarele, invalide, begunce in druge posameznike v stiski. Klubi pomagajo pri izobraževanju, vzgoji, ponovnem vzpostavljanju medčloveških odnosov. Trudijo se ponuditi roko prijateljstva in pomoči, razumevanja in tolažbe.

## Dan Inner Wheela
Helena Foster, ki je bila predsednica v letih 1969–70, je predlagala, da se "Inner Wheel Day" praznuje 10. januarja vsako leto na dan, ko je prvotna skupina iz Manchestra leta 1924 prevzela ime "Inner Wheel".
Danes se dan Inner Wheela praznuje na različne načine, od katerih vsak odraža cilje Inner Wheela: prijateljstvo, prostovoljstvo in mednarodno razumevanje.
Klubi izvajajo družbeno odgovorno dejavnost, ki odraža prijateljstvo članic. Nekatere članice pomagajo v bolnišnicah ali dnevnih centrih ali nudijo čajanko starejšim ali pomoči potrebnim otrokom. Mnogi klubi prižigajo prijateljsko svečo ali stopijo v stik z drugimi klubi v tujini, da bi jim iskreno zaželeli vse dobro.
V počastitev stoletnice ustanovitve prvega kluba so vsi trije slovenski klubi januarja 2024 v Mariboru skupaj pripravili dobrodelno prireditev z motom Luč ženskega duha.

## Povezave
Mednarodna organizacija Inner Wheel: spletna stran, Facebook stran, Instagram. 
Inner Wheel klub Ljubljana: spletna stran, Facebook stran.
Inner Wheel klub Maribor: spletna stran, Facebook stran.
Inner Wheel klub Savinjsko Šaleške regije: Facebook stran.